# Nick Leavey
Nick Leavey (ur. 27 sierpnia 1986) – brytyjski lekkoatleta, specjalizujący się w biegu na 400 metrów.

## Najważniejsze osiągnięcia
| Rok  | Rodzaj zawodów             | Miasto     | Konkurencja        | Miejsce | Wynik   |
| ---- | -------------------------- | ---------- | ------------------ | ------- | ------- |
| 2009 | Halowe mistrzostwa Europy  | Turyn      | Sztafeta 4 x 400 m | 2.      | 3:07,04 |
| 2010 | Igrzyska Wspólnoty Narodów | Nowe Delhi | Sztafeta 4 x 400 m | 3.      | 3:03,97 |
| 2011 | Halowe mistrzostwa Europy  | Paryż      | sztafeta 4 x 400 m | 2.      | 3:06,46 |

## Rekordy życiowe
- Bieg na 400 m (hala) - 46,49 (2011)